# 선행 연구
선행 연구(pilot study)란 본격적인 조사 및 연구에 앞서, 소규모로 조사 대상에 대해 연구 및 실험해보는 것이다. 예비 실험(pilot experiment), 사전 프로젝트(pilot project), 사전 실험(pilot test) 등으로 부르기도 한다.
파일럿 테스트(pilot test)란 주로 컴퓨터 프로그램 등 최신 기술을 개발하여, 실제 상황에서 실현하기 전에 소규모로 시험 작동 해보는 것을 말한다.
대규모 프로젝트를 실행하거나 플랜트를 본격적으로 가동하기 전에, 발생할 수 있는 여러 가지 변인들을 미리 파악해서 수정 보완하기 위해, 모의로 시행해 보는 것을 말하기도 한다.

## 같이 보기
- 테스트 파일럿(test pilot)